# Cry Cry
「Cry Cry」（クライ クライ）は、女性歌手グループT-ARAの曲である。2011年冬から年始にかけての歌番組における活動曲である。2010年発売のミニアルバム『Black Eyes』のリード曲として配信された。その後、2012年にEMIミュージック・ジャパンから日本語版が『Jewelry box』に収録されて発売された。

## 楽曲解説
冬によく似合う情緒的なバラード曲である、「Cry Cry　バラードバージョン」と、それをダンスに合わせた通常版の「Cry Cry」があり、これが歌番組で披露されるバージョンである。前曲の楽しいダンス曲と正反対のタイプの落ち着いた雰囲気となっている。ダンスはハンカチを組み合わせたスローテンポなもので、ヒョミンの杖を使ったダンスと、途中のメロディーが転調する部分でジャケットを大胆に脱ぐのが特徴的である。

## スケジュール
他の活動が重なり、スケジュールがかなりの過密状態となった。まず、大手新聞社系の総合編成チャンネルの誕生により歌番組が増えている。さらに日本語版「yayaya」の発売時期と重なり、日本の歌番組などへ出演するために日本にいることが多かった。それらに加え、バラエティーのレギュラーと、主役を演じたドラマの収録があった。そのため全員がそろって出演した歌番組は少なくなっている。

## ビルボードチャート
この曲により、ビルボードチャートにおいて、J-POPチャート週間1位とK-POPチャート週間1位を両方初めて獲得したアーティストとなった（日本の「Bo Peep Bo Peep」と韓国の「Cry Cry」が1位）。
これは、ビルボードK-POPチャートが直前に開設された比較的新しいチャートであるためである。

## 収録アルバム
- Black Eyes （2011年11月11日、CD版:2011年11月17日）
- funky town （2012年1月3日）
- Jewelry box （2012年6月6日）
  - Cry Cry (Japanese Ver.)
- T-ARA's Best of Best 2009-2012 〜Korean ver.〜 （2012年10月17日）
  - Cry Cry
- T-ARA Special - TARA's Free Time In Paris And Swiss （2012年10月22日）
LOENによる写真集の付録

## ミュージックビデオ
釜山で撮影された長編ドラマ。ジヨン演じる、元刑事に育てられている娘をめぐる物語。短いダンスバージョンと、ダンス練習風景版がある。